# Črnotiče
Črnotiče (italijansko Cernotti) so vaško naselje na Kraškem robu, ki upravno spada pod Mestno občino Koper. 
Prebivalci Črnotič se imenujejo Črnótci.
Gručasta kraška vas na Podgorskem krasu leži v zavetrni legi, zavarovani pred burjo, pod prepadnimi stenami kraškega roba.

## Opis naselja
S svojimi urbanističnimi, arhitekturnimi in kamnoseškimi kvalitetami kaže naselje pretežno kraški značaj. Stanovanjske hiše naselja so večinoma razporejene ob dveh, skoraj vzporednih ulicah, ki imata izhodišče na dokaj prostranem vaškem trgu »Na placu«.

### Na Placu
»Na placu«, na nekoliko dvignjenem terenu, na eni strani stoji ob vaškem pokopališču podružnična cerkev sv. Pavla, ki zato služi tudi kot pokopališka, na drugi strani pa dva vodnjaka oz. »šterni«. Naselje vaškega značaja se deli na več predelov, vsak ima svoje ime. Najbolj značilni in opazni so številni arhitekturni elementi, grobo klesani kamniti vogelniki, kamniti portali oz. portoni, okenski okvirji iz apnenca, ki so ga lomili pod steno. Dvorišče oz. korta je običajno obzidano z vseh strani, vhod pa predstavlja kamniti portal, od katerih so starejši manjši in sklenjeni s polkrožnim lokom, mlajši pa večji in pravokotne oblike, večina le-teh je nastala v drugi polovici 19. stoletja. Jugozahodno od naselja, na vzpetini Gradišče (467 m.n.m.), stoji podružnična cerkev Marije Snežne iz 17. stoletja, tam so tudi ostanki obrambnega zidu ilirskega ali histrskega gradišča oz. kaštelirja.

## Arhitektura
Večanje gospodarske rasti naselja je prekinil izbruh prve svetovne vojne, tako da ima poslednji porton v naselju letnico 1927. Preprostejši vaški portali in portoni so delo kamnoseških delavnic iz Lokve in Bazovice, tisti, ki so delo ambicioznih domačih samoukov, pa so bogato okrašeni z raznoraznimi  in izrazitimi reliefi, verskimi simboli in figuralnimi upodobitvami.

## Druge znamenitosti
Na eni od domačij se je ohranil nekdanji mejnik s podobo kamnitega beneškega leva sv. Marka, simbola Beneške republike, vzidan je ob portalu hleva, ki ga je dal leta 1888 postaviti gospodar Ivan Metlika. Gre za mejnik, s kakršnimi so benečani leta 1755 označevali državno mejo. Le-ta je bil sprva uporabljen kot pokrov odtočnega kanala, na sedanje mesto pa so ga vzidali okoli leta 1980. Zelo zanimiv je vogelnik Tonine domačije iz leta 1851, na domačiji Smučevih pa je posebnost kamnit lijak s podstavkom, ki ima na eni strani vklesano reliefno rozeto, na drugi pa helebardo sv. Sergija, simbol mesta Trsta.